# جلب النحس في البداية
جلب النحس في البداية (بالكورية: 징크스의 연인)؛ هو مسلسل تلفزيوني كوري جنوبي، بطولة سوهيون ونا إن وو. عرض على قناة كي بي إس 2 من 15 يونيو إلى 4 أغسطس 2022، تم بثه كل يومي الأربعاء والخميس. كما أنه متاح للبث على iQIYI في مناطق مختارة.

## القصة
تروي قصة غونغ سو كوانغ (نا إن وو)، وهو رجل فقير وسيئ الحظ، يلتقي لي سول بي (سيوهيون)، وهي من عائلة تشايبول. 

## طاقم

### رئيسي
- نا إن-وو بدور غونغ سو كوانغ[10]

إنه رجل نشيط للغاية لكنه دائمًا ما يظل هادئًا ومتحمسًا.  إنه شخص ساحر أينما ذهب، تحبه النساء وتعجب به.
- سيوهيون بدورلي سول بي[11] [12]

إلهة الحظ التي تلتقي بـ غونغ سو كوانغ وتحارب مصيرها.

### داعم
- جون كوانغ ريول سيون سام جونغ[13]
- كي دو هون في دور سون مين جون[13]
- لي هو جونغ  في دور جو جانغ كيونغ[14]
- كيم دونغ يونغ في دور الرئيس وانغ[15]
- تشوي جونج وو في دور سون دونج شيك[15]
- تشو هان جيول في دور جو جانغ جيون[15]
- يون يو سون بدور والدة غونغ سو كوانغ[16]
- هوانغ يونغ هي في دور السيدة. بانغ[16]
- هوانغ سيوك جيونغ كمالك لشركة سمايل فيشرز[16]
- تشا كوانج سو في دور سون إل جونج[16]
- وو هيون في دور الرئيس بارك[16]
- يون جي هي بدور مي سو[17]
- لي هون في دور السكرتير جيونغ[17]
- هونغ سوك تشون فيدور الرئيس هونغ[17]
- جونغ ووك في دور السكرتير تشا[17]
- جونغ إن جيوم بدور سون جو تشيول[18]
- يون سيو جيونغ في دور يونغ وو أون[19]
- كانغ هاك سو في دور السيد. جانغ[19]
- بارك سانغ وون بدور بي داي شيك[19]
- جانغ يون سيو في دور جانغ يونغ وو[19]
- تشو هان جيول في دور جو جانغ جيون[20]
- يو ها بوك في دور العم غو[19]
- كيم نان هي في دور السيدة مين[19]

### ظهور خاص
- كيم جونغ تاي زوجة مالك سمايل فيشرز[21]
- تشوي يوهوا[22]

## المشاهدات
| الموسم | الموسم | رقم الحلقة | رقم الحلقة | رقم الحلقة | رقم الحلقة | رقم الحلقة  | رقم الحلقة | رقم الحلقة | رقم الحلقة | رقم الحلقة  | رقم الحلقة  | رقم الحلقة  | رقم الحلقة | رقم الحلقة  | رقم الحلقة  | رقم الحلقة  | رقم الحلقة | المتوسط |
| الموسم | الموسم | 1          | 2          | 3          | 4          | 5           | 6          | 7          | 8          | 9           | 10          | 11          | 12         | 13          | 14          | 15          | 16         | المتوسط |
| ------ | ------ | ---------- | ---------- | ---------- | ---------- | ----------- | ---------- | ---------- | ---------- | ----------- | ----------- | ----------- | ---------- | ----------- | ----------- | ----------- | ---------- | ------- |
|        | 1      | 659        | 782        | 681        | 711        | ستُعلن لاحقًا | 677        | 571        | 597        | ستُعلن لاحقًا | ستُعلن لاحقًا | ستُعلن لاحقًا | 529        | ستُعلن لاحقًا | ستُعلن لاحقًا | ستُعلن لاحقًا | 495        | N/A     |

| الحلقات | تاريخ البث    | تقييمات "نيلسن كوريا" | تقييمات "نيلسن كوريا" |
| الحلقات | تاريخ البث    | على الصعيد الوطني     | منطقة العاصمة         |
| ------- | ------------- | --------------------- | --------------------- |
| 1       | 15 يونيو 2022 | 3.9%                  | 4.1%                  |
| 2       | 16 يونيو 2022 | 4.3%                  | 4.4%                  |
| 3       | 22 يونيو 2022 | 4.2%                  | 4.2%                  |
| 4       | 23 يونيو 2022 | 4.5%                  | 4.1%                  |
| 5       | 29 يونيو 2022 | 3.1%                  | N/A                   |
| 6       | 30 يونيو 2022 | 4.3%                  | 4.4%                  |
| 7       | 6 يوليو 2022  | 3.5%                  | 3.4%                  |
| 8       | 7 يوليو 2022  | 3.5%                  | 3.6%                  |
| 9       | 13 يوليو 2022 | 2.7%                  | غير متاح              |
| 10      | 14 يوليو 2022 | 2.6%                  | غير متاح              |
| 11      | 20 يوليو 2022 | 2.7%                  | غير متاح              |
| 12      | 21 يوليو 2022 | 3.3%                  | 3.2%                  |
| 13      | 27 يوليو 2022 | 2.6%                  | غير متاح              |
| 14      | 28 يوليو 2022 | 2.5%                  | غير متاح              |
| 15      | 3 أغسطس 2022  | 2.4%                  | غير متاح              |
| 16      | 4 أغسطس 2022  | 3.0%                  | غير متاح              |
| المعدل  |               |                       |                       |

## الإنتاج

### صناعة
المسلسل من إخراج يون سانغ هو من أعماله مسلسلات مثل الأسطورة (2007)، سايمدانغ، مذكرة الضوء (2017)، أحلام مختلفة (2019)، صانع الملك: تغيير المصير (2020)، النهر حيث يرتفع القمر (2021)، والدراما القادمة نداء الستارة (2022). ومن كتابة جانغ يون مي المشهورة بكتابة الافلام مثل فيلم القط لعام (2011)، وهي من كتبت الدراما القادمة جزيرة (2022). ومن تخطيط قسم الدراما كي بي اس وانتاج من قبل شركة فيكتوري كونتنت.

### تصوير
وأفادت التقارير أن التصوير بدأ في أغسطس 2021 ، ومن المتوقع أن ينتهي في ديسمبر 2021.

## روابط خارجية
- باللغة الكورية
- جلب النحس في البداية على موقع IMDb (الإنجليزية)
- جلب النحس في البداية على موقع ليتربوكسد (الإنجليزية)
- جلب النحس في البداية على موقع كينوبويسك (الروسية)
- جلب النحس في البداية على موقع قاعدة بيانات الفيلم (الإنجليزية)
- جلب النحس في البداية على هانسينما